# Jastrebarsko
Jastrebarsko – miasto w Chorwacji, w żupanii zagrzebskiej, siedziba miasta Jastrebarsko. W 2011 roku liczyło 5493 mieszkańców.